# Hypena hemiphaea
Hypena hemiphaea is een vlinder uit de familie spinneruilen (Erebidae). De wetenschappelijke naam is voor het eerst geldig gepubliceerd in 1915 door de Joannis.
De soort komt voor in tropisch Afrika.